# Televisión Española
Televisión Española (TVE) es la división de RTVE que gestiona la televisión pública de ámbito nacional en España, propiedad de RTVE. Inició su actividad regular el 28 de octubre de 1956, con el inicio de emisiones de su primera cadena. Hasta el 1 de enero de 2007, fue una de las sociedades anónimas que conformaban el Ente Público Radiotelevisión Española. 
TVE es el buque insignia del mayor grupo audiovisual de España. Está presente con sus emisiones en los cinco continentes vía satélite y a través de los principales operadores de cable de Europa, América y Asia.
Desde el 1 de enero de 2010, TVE se financia a través de subvenciones públicas e impuestos directos sobre los operadores privados de televisión y telefonía móvil, abandonando el mercado publicitario. España es uno de los pocos países de la Unión Europea donde los ciudadanos no pagan un canon para subvencionar de manera parcial o total la radiotelevisión pública.

## Historia
La primera prueba de la idea de lo que sería la televisión en España se remonta a noviembre de 1938, cuando el régimen de la Alemania nazi presentó a Francisco Franco la «fonovisión», tecnología patentada por Telefunken que permitía enviar a distancia sonidos e imágenes, y a la que acudieron diversas personalidades del gobierno español y del Estado alemán. Franco expresó su agradecimiento y admiración por la prueba.
La primera demostración de lo que es la televisión en sí se remonta a las 12:45 del 10 de junio de 1948, durante una exposición de tecnología en la feria internacional de muestras celebrada en el Palacio de Montjuic de Barcelona, donde la casa Philips Ibérica instala una cámara unida por cable a un monitor situado a treinta metros. Enriqueta Teixidó y Enrique Fernández fueron los primeros locutores españoles que aparecieron en pantalla. Posteriormente, en agosto de 1948, la RCA efectúa sus pruebas de retransmisión con una corrida de toros desde el Círculo de Bellas Artes que, sin embargo, son un fiasco debido a la pésima calidad de imagen y sonido, por lo que los asistentes reclaman la devolución de su dinero.
A partir de esa fecha, se suceden diferentes pruebas técnicas y emisiones en pruebas, que contaban con la presencia de artistas como Carmen Sevilla, Ángel de Andrés o Fernando Sancho, hasta que en 1956, concretamente el 28 de octubre cuando TVE inicia sus emisiones regulares desde un chalé en el paseo de La Habana, Madrid. Por aquel entonces, TVE dependía del Ministerio de Información y Turismo dirigido en aquel entonces por Gabriel Arias-Salgado. Dichas emisiones comenzaron a las 20:30, con una intervención del ministro y del director de TVE, Jesús Suevos Fernández. Arias-Salgado pronunció entonces las primeras palabras de la cadena pública:

Hoy, día 28 de octubre, domingo, día de Cristo Rey, a quien ha sido dado todo poder en los Cielos y en la Tierra, se inauguran los nuevos equipos y estudios de la Televisión Española.

La emisión continuó con una bendición de los estudios en honor de Santa Clara, patrona de la televisión, y posteriormente se emitió un intermedio musical, varios documentales del NO-DO, una exhibición de bailes regionales por los Coros y Danzas de la Sección Femenina y para finalizar un concierto de piano. Aunque algunos medios afirmaban que la señal tenía un alcance de 60 kilómetros, esta solo se podía ver en pocos puntos de Madrid, máxime por la ínfima cantidad de televisores vendidos: 600, que además costaban sobre 25000 pesetas cada uno, un precio prohibitivo para la época.
El marco jurídico en aquellos primeros años atribuía la gestión del ente a la Dirección General de Radiodifusión y Televisión, dentro del mencionado Ministerio de Información y Turismo. El Decreto 2460/1960, de 29 de diciembre, es la primera norma que contempla específicamente el nuevo medio. Concretamente, se indicaba en su artículo 1 que «corresponde a la Dirección General de Radiodifusión y Televisión la misión de estructurar, organizar y cuidar el funcionamiento del servicio público de radiodifusión de sonidos e imágenes, en todos sus aspectos por medio de la dirección y gestión de instalaciones propias y de la regulación, fomento y fiscalización de las actividades de las restantes, así como de los medios técnicos transmisores y receptores, y ejecutar las Órdenes que el Ministerio dicte en materia de radiodifusión para el mejor desarrollo y perfeccionamiento de los servicios existentes o de cualquiera otros que los progresos económicos permitan».
Muy lentamente, empiezan a emitirse anuncios publicitarios, primero en directo (1957: panel de Winston tras los presentadores Ramsy James y Jesús Álvarez García en un programa musical donde intervinieron el dúo Los holandeses voladores) y posteriormente llegan los anuncios filmados (1958: el primer anuncio grabado emitido en TVE fue uno de un reloj Omega Sea Master, en 35 mm., sumergido en un mar de dibujos animados y un pececito, dibujado por los hermanos Moro, que se arrebujaba en el reloj y con la música de El buque fantasma de fondo, al inicio y final del musical Los viernes, concierto).
A partir de 1959, se habían iniciado las conexiones entre Madrid con Zaragoza, Barcelona, Bilbao, Valencia, Sevilla, Santiago de Compostela, etc., mediante enlace hertziano: la televisión comienza a ser una referencia de modernidad en todo el territorio español. En octubre del citado año, comenzó a operar un repetidor recién instalado en la Bola del Mundo, en la sierra de Guadarrama, el cual expandía la cobertura televisiva a gran parte del interior peninsular: Castilla-La Mancha y Castilla y León, así como a Valencia en febrero de 1960, a Bilbao en diciembre de 1960, a Galicia y Sevilla en octubre de 1961 y finalmente, a Canarias en febrero de 1964. Ese mismo año, se inauguran los Estudios de Miramar en Barcelona, que compiten con los del paseo de La Habana en Madrid en la producción de programas.
Hasta la llegada de la videocinta, hacia 1963, que permitía la grabación y posterior emisión de la programación, toda la producción se realizaba en los estrechos estudios del paseo de La Habana (Madrid) y, excepto los espacios filmados, en riguroso directo. En 1964, se inauguran los más grandes estudios de Prado del Rey, en Madrid y los estudios de TVE Canarias en Las Palmas de Gran Canaria.
En 1965, se crea la Orquesta y Coro de RTVE, por iniciativa de Manuel Fraga Iribarne, entonces ministro de Información y Turismo.
Alrededor de 1966, TVE no mantiene aún una red de corresponsales propios en el extranjero y utiliza en esta fecha los servicios de algunos corresponsales de Radio Nacional de España que fueron Ángel Roselló en París, Pedro Wender en Berlín y José Luis Colina como delegado en Roma. En agosto del mismo año, TVE nombra su primer corresponsal propio: Eduardo Sancho, en Londres y en 1968, se crean tres nuevas corresponsalías: Nueva York con Jesús Hermida, Viena con Ana Isabel Cano (1968-1972) convirtiéndose en la primera mujer que fue corresponsal de TVE y Bruselas con Federico Volpini de Rueda. Este mismo año, se efectúa una reestructuración en los servicios de corresponsales tanto en TVE como en RNE. Así en Londres, Eduardo Sancho es sustituido por José Antonio Plaza, en Roma, Javier Aracil ocupa el puesto de Colina y, más tarde, la corresponsalía es ocupada por Francisco Narbona (1969).
En 15 de noviembre, apareció un segundo canal de TVE (TVE-2), conocida en sus orígenes como la UHF, por utilizar para su emisión esta banda de radiofrecuencias. En TVE-2, se emitirían los contenidos culturales, deportivos y de servicio público de baja audiencia de la primera cadena, lo que en el futuro debía permitir que TVE entrase en el camino de la competencia por la audiencia.
En 1969, TVE estrena las emisiones en PAL, lo que técnicamente ya le permite emitir programas en color. Sin embargo, la falta de infraestructura para producir programas en este medio, principalmente la falta de cámaras y magnetoscopios en color, retrasan la producción regular en color hasta 1973.
La primera producción de importancia en color de TVE (no la primera retransmisión) fue, sin embargo, en 1969. El Festival de la Canción de Eurovisión aquel año se realiza desde el Teatro Real de Madrid con equipo en color prestado por la BBC. Sin embargo, aunque para el exterior (Europa, y vía satélite para Chile, Puerto Rico y Brasil) se realiza a todo color, por falta de equipos modernos, la emisión dentro de territorio español y la copia a magnetoscopio que se conserva en el archivo de RTVE son en blanco y negro.
Entre 1969 y 1972, se realizan algunas producciones en color gracias a cámaras de cine, pero son esporádicas. En 1972, llegan las primeras cámaras y magnetoscopios en color, haciéndose desde este momento una programación mixta con programas en color y en blanco y negro. La supresión definitiva del blanco y negro llegaría en 1977, produciéndose desde ese momento toda la programación en color.
Para 1970, la señal de televisión, con su primera cadena, era captada en casi la totalidad del territorio español, además de con su segunda, las áreas metropolitanas de las principales capitales, de igual forma que extensas áreas rurales suministradas por transmisores de UHF. En ese entonces, se estimaba un parque televisivo cercano a los cuatro millones de receptores, equivalente aproximadamente al 40 % de los hogares de todo el país. No obstante, si bien entre el 70 %-80 % de las televisiones se hallaban en Madrid, Barcelona o País Vasco, apenas un 25 % se encontraban en zonas rurales. Por esa razón, existieron parques de televisiones y teleclubs en los entornos rurales. Sin embargo, su éxito fue muy reducido y su actividad muy irregular.
En las postrimerías del franquismo, se puede apreciar un atisbo de aperturismo, coincidente con la llegada a la dirección del ente de Juan José Rosón, quien en los primeros meses de 1974, aplicó una política de relajación de la censura coincidente con lo que se dio en llamar «el espíritu del 12 de febrero» en referencia al discurso aparentemente moderado del a la sazón recién nombrado Presidente del Gobierno, Carlos Arias Navarro. Rosón contó con la colaboración de Narciso Ibáñez Serrador, a quien nombró director de programas. El nuevo enfoque aperturista tuvo su reflejo especialmente en los programas de entretenimiento, como Mundo Pop o A su aire. Singulares polémicas causaron sendas actuaciones de las cantantes Rocío Jurado y Rosa Morena. La primera dejando entrever parte de su anatomía en el espacio Cambie su suerte emitido el 2 de abril de 1974. Mientras que Rosa Morena cantaba a ritmo de flamenco pop varios temas como Échale guindas al pavo, derrochando sensualidad entre numerosos militares en el programa A su aire, emitido el 4 de abril de 1974. Esta etapa duró tan solo unos meses; Ibáñez Serrador dimitió en junio del mismo año y Rosón fue destituido poco después.
La Constitución española de 1978, en su artículo 20, protegía el derecho «a comunicar o recibir libremente información veraz por cualquier medio de difusión». El Estatuto de la Radio y la Televisión del 10 de enero de 1980 englobó en el Ente Público Radiotelevisión Española las sociedades estatales Radio Nacional de España, Radio Cadena Española y Televisión Española.
El 13 de enero de 1986, se inauguran las emisiones matinales con el programa Buenos días (TVE).
El 14 de diciembre de 1988, con la huelga general del 14-D, los trabajadores de RTVE cortan la emisión y ayudan a conseguir un éxito sin precedentes en la historia sindical española, si bien incumplen la obligación de servicio público mínimo que deben por ley prestar a la sociedad.
En 1988, TVE inaugura los Estudios Buñuel en Madrid, antiguamente los Estudios Bronston de cine, en los cuales se encuentra el segundo plató de televisión más grande de Europa (en su momento el más grande), con 2500 m² de extensión. Estos estudios sirven de apoyo a los de Prado del Rey para la realización de programas.
Tras la Ley de Televisión Privada, se liberalizó el mercado televisivo en España y se crearon las primeras cadenas privadas (Telecinco, Antena 3 y Canal+), en 1990. Pronto empezaría a prepararse el aterrizaje de la televisión por satélite en España, y RTVE quiso ser quien liderara su desarrollo con sus primeros canales temáticos Teledeporte y Canal Clásico, el primero aún existente hoy, que emitieron durante un tiempo en abierto (excepto durante la etapa de Cotelsat, en 1994). Además, para entonces, ya habría comenzado a emitirse la señal del canal TVE Internacional (lanzado en 1989).
Con la creación de la plataforma digital Vía Digital, hoy integrada en Digital+ junto a Canal Satélite Digital, TVE siguió apostando por los canales temáticos y expresamente para «Vía» fue sumando a su oferta de Teledeporte y Canal Clásico los canales Alucine, Cine Paraíso, Grandes Documentales Hispavisión, Canal Nostalgia y Canal 24 Horas. Solo este último y Teledeporte han perdurado hasta ahora. También se proyectaron un Canal Toros, que nunca llegó a ver la luz (se integró como franja del canal prémium de la plataforma, «Gran Vía»), y «Mundo Musical», que iba a dedicarse a la música moderna complementando a Canal Clásico y que solo se lanzó para el mercado latinoamericano.
La Ley de la Radio y la Televisión Estatal de 5 de junio de 2006 (Ley 17/2006) disolvió el Ente y las sociedades TVE, S.A., y RNE, S.A. creando la actual Corporación RTVE. A partir de entonces, en vez de ser nombrado por el Gobierno, el presidente-director general debía ser elegido en el Parlamento por los 2/3 de los diputados salvo en segunda elección donde será suficiente mayoría simple. Al mismo tiempo, hay en marcha un polémico plan de reestructuración o saneamiento de RTVE que pretende reducir en 4855 trabajadores la plantilla mediante jubilaciones anticipadas y bajas incentivadas a pesar de que es la radiotelevisión pública europea con menos personal. La Ley de 2006 quedó modificada el 20 de abril de 2012, cuando el Consejo de Ministros aprobó un Real Decreto Ley, reduciendo el número de miembros del Consejo de Administración y modificando el método de designación del presidente-director general, a la vista de que, desde junio de 2011, la presidencia de la Corporación era interina. Con lo cual, con este pequeño cambio, se puede decir que se vuelve a un modelo parecido al anterior a la Ley de 2006.
La situación económica de la cadena, dio lugar en 2006 a un expediente de regulación de empleo que supuso la prejubilación de cerca de 4150 profesionales que cumplían los requisitos de haber cumplido 52 años y haber prestado servicio al menos durante seis. Esto supuso la salida de algunos de los rostros más emblemáticos de la televisión en España como Marisa Abad, Luis de Benito, Rosa María Calaf, Pedro Erquicia, Baltasar Magro, José Antonio Maldonado, Paco Montesdeoca, Beatriz Pécker, José Ángel de la Casa, Agustín Remesal o Isabel Tenaille, Con la llegada de la TDT, Televisión Española se ha convertido en el principal motor del desarrollo de la televisión digital en España. En esta primera etapa de implantación dispone de La 1, La 2, 24h, Teledeporte, Clan, Canal Parlamento y TVE HD. Sin abonos y vía satélite se pueden ver, además, la generalista TVE Internacional, también presente en miles de ofertas de empresas de cable en todo el mundo, y 24h, únicamente a través del satélite Hot Bird 8 en la posición orbital 13°E.
TVE lanzó el 8 de agosto de 2008 su canal en alta definición, TVE HD, coincidiendo con la celebración de los Juegos Olímpicos de Pekín 2008. El canal estuvo disponible durante los Juegos en Digital+, aunque desde 2010 está disponible en todo el país a través de la TDT.
A partir de septiembre de 2009, TVE recupera los derechos de retransmisión de la Liga de Campeones de la UEFA junto con la FORTA para los partidos en abierto. Por ese mismo acuerdo, Mediapro quita a Digital+ los derechos de los partidos de pago de dicha competición. Derechos que pierde en junio de 2015, a favor de Atresmedia y BeIN Sports, también perdería otros, como la Euroliga, Roland Garros, los Juegos Olímpicos (a partir de 2020), Liga ACB, Liga Santander (en 2016).
En ese entonces, emitía La Vuelta, el Tour de Francia, Copa Davis, algunos torneos de tenis masculino o todos los partidos de la selección de fútbol de España.

Imagen del logotipo que acompañaba a todos los informativos, series, cine y dibujos animados que se emitían sin cortes publicitarios durante los primeros meses sin publicidad en TVE

Con la llegada de 2010, el 1 de enero, desapareció la publicidad en todos sus canales (al igual que otras cadenas públicas como la BBC o France 2). TVE no puede emitir publicidad y solo puede emitir autopromociones, comunicación institucional, campañas electorales, campañas divulgativas de carácter social y anuncios que formen parte indivisible de ciertos programas, por ejemplo patrocinadores de eventos deportivos entre otros, y en todo caso no puede cobrar por ello. La medida de dar por concluida la etapa publicitaria contó con la oposición de la Asociación Española de Anunciantes, liderada por Juan Ramón Plana, que optaba por un canon a la televisión pública o el regreso de la publicidad. Además, se eliminó la posibilidad de que TVE pueda tener canales TDT de pago como los operadores privados.
El 3 de abril de 2010, se completó el apagón analógico, con lo que las emisiones de La 1 y La 2 por este medio cesan definitivamente, y desde esta fecha todos sus canales se emiten a través de la TDT. El primero de ambos se esperaba que iniciase sus emisiones cuando concluyera la asignación de nuevas frecuencias para los operadores por parte del gobierno, y el segundo cesaría sus emisiones en ese momento.
El 19 de diciembre de 2013, sin previo aviso, se iniciaron las emisiones de Teledeporte HD a través del RGE2. Desde el 31 de diciembre, a las 11:55, hace simulcast con la versión SD, emitiendo lo mismo pero en HD.
El 31 de diciembre de 2013, comenzó las emisiones de La 1 HD, que retransmite los mismos contenidos que su señal convencional, pero en calidad de imagen 720p. Este canal, sustituye a TVE HD, que cedió su espacio para reconvertirse en la señal de alta definición del canal generalista.
El 18 de enero de 2016, comenzó las emisiones de Star HD, un canal en alta definición dirigido al público latinoamericano, su programación se basa en series de ficción y entretenimiento.

## Logotipos

1956-1962
1962-1991
1991-2008
Desde 2008

### Logotipos de La 1 y La 2
El logotipo de Televisión Española se estableció en los años 60, y se mantuvo sin apenas variaciones hasta 1991, cuando fue modernizado cambiando los ángulos de las terminaciones de las letras «T» y «E» y aumentando el grosor del diseño. En 1992 se introduce ese logotipo en un cuadrado azul que a su vez tiene un rectángulo rojo a la izquierda y uno verde a la derecha, rectángulos que en 1998 se eliminan parcialmente.
Los logotipos de La 1 y La 2 variaron en primavera de 1999. Se fijaron para La 1 un cuadrado azul donde en el centro figuraba un uno, y uno verde donde en el centro había un dos más grande que el logotipo de La 1 para La 2.
El 30 de septiembre de 2007, los logotipos de La 1 y La 2 adoptaron el color blanco, perdiendo el verde en La 2 para adoptar varias tonalidades, entre las que destacan un color morado que se usó en Navidad y uno turquesa que se usó en verano de 2008.
Justo en el verano de 2008, en concreto el 31 de agosto, RTVE cambia sus logotipos. TVE adopta un color azul, un poco distinto que el que usa La 1. La 2 usa un color azul aguamarina, más claro que el de TVE.

### Logotipos de Clan TVE, Clásico TVE y Teledeporte
El logotipo de Clan era un cuadrado dividido en dos; en la parte de arriba había un sol y la palabra «Clan» y en la parte de abajo el logo de TVE. El logo de Clásico era una clave de sol. El logo de Teledeporte un marco blanco con una sección azul y otra gris a la izquierda y el texto TDP en el centro.
Logotipos de 24 horas, TVE Internacional y Docu TVE
El logotipo de 24 horas consistía en un cuadrado en el que en la mitad superior aparecía «24H» y en la inferior el logo de TVE. El logotipo de TVE Internacional consistía en el logo de TVE con el fondo del globo terráqueo.
El logotipo de Docu consistía en la palabra DOCU en la esquina superior izquierda, un círculo grande que abarca casi todo el cuadrado y el logotipo de TVE en la esquina inferior derecha.

### Cambio general de la imagen corporativa en 2008
El 31 de agosto de 2008 entró en vigor un nuevo logotipo unificado para todas las corporaciones y más estilizado que el anterior. En minúsculas, tipografía plana redondeada y destacando la letra «e», emplea distintos colores dependiendo del canal: RTVE en naranja, La 1 en azul, La 2 en aguamarina, 24 horas en rojo anaranjado, Docu (canal desaparecido) en verde, Teledeporte en amarillo anaranjado, Clan en rosa, Clásico (canal desaparecido) en morado, Cultural·es (canal desaparecido) en fucsia, TVE HD en azul de Prusia y RNE en rojo bermellón oscuro. El nuevo logo fue estrenado durante el Telediario 2 de ese día.

## Canales de televisión
Televisión Española agrupa, para la emisión doméstica (dentro del territorio español), dos cadenas generalistas: La 1 y La 2, y tres canales temáticos: 24h, Teledeporte y Clan. Además, todos emiten en abierto por TDT y también en televisión por suscripción.
Los servicios nacionales son los siguientes:
- La 1: cadena generalista orientada a la actualidad y al entretenimiento, que contiene principalmente series, cine (sobre todo nacional y estadounidense), magacines y reportajes, informativos y algunas de las competiciones deportivas más populares, cuyos derechos de emisión ostenta TVE. Es el primer servicio de televisión creado en España el 28 de octubre de 1956.
- La 2: cadena generalista, más cultural y de atención al ciudadano, que emite una programación compuesta por espacios de divulgación y ciudadanía, documentales, cine español y europeo, reportajes y debates, informativos alternativos, culturales y musicales, y antiguamente espacios de teleteatro. Ofrece una programación alternativa al del resto de las principales cadenas nacionales, con un carácter menos comercial. Es el segundo servicio de televisión más antiguo de España, lanzado el 15 de noviembre de 1966.
- 24h: canal temático de noticias, lanzado el 15 de septiembre de 1997, que emite informativos cada media hora, espacios de debate y análisis, entrevistas, magazines de actualidad y reportajes emitidos en otros canales de TVE. Es el primer canal de noticias en España. Desde el 23 de febrero cuenta con una versión en HD.
- Clan: canal temático creado el 10 de diciembre de 2005, destinado principalmente al público infantil. Su programación es casi completamente de ficción (animada o no).
- Teledeporte: canal temático creado el 12 de febrero de 1994 que emite competiciones deportivas que no pueden ser emitidas en directo por La 1 o La 2, o que son muy minoritarios y de audiencia escasa. Además produce programas informativos de actualidad deportiva.
- La 1 UHD: es un canal de televisión español en ultra alta definición (UHD) de Televisión Española (TVE) que emite en Transmisión simultánea en canal de La 1 en resolución 4K.
- TVE UHD: es un canal de televisión español en ultra alta definición (UHD) de Televisión Española (TVE) que emite contenidos de RTVE en resolución 4K.
- Autonómica TVE: Es un canal generalista con más o menos desconexiones estos podrán ser en idioma autonómico (Andalucía, Aragón, Islas Baleares, Canarias, Cantabria, Castilla-La Mancha, Castilla y León, Cataluña, Comunidad de Madrid, Comunidad Foral de Navarra, Comunidad Valenciana, Extremadura, Galicia, País Vasco, Principado de Asturias, Región de Murcia, La Rioja y Norte África (Ceuta, Melilla, Islas Alhucemas, Islas Chafarinas, Isla de Perejil, Peñón de Vélez de la Gomera y territorios que es su día pertenecieron a España: Sahara español, Protectorado español de Marruecos))

Asimismo, específicamente para su emisión exterior, Televisión Española también produce los siguientes servicios:
- TVE Internacional: canal internacional generalista, emitido en abierto y creado en 1989. Transmite programas de producción propia en directo o en diferido respecto a La 1, La 2 y 24h. Está disponible en distintas señales en función de la región geográfica de recepción.

- 24h Internacional: señal exterior del canal temático de noticias, lanzado el 15 de septiembre de 1997.

- Star HD: canal internacional dirigido a América, Europa y África, exclusivo de operadores de pago, que emite espacios de entretenimiento, como series de ficción, de producción propia de Televisión Española.

- Clan Internacional:[31] versión internacional del canal temático creado en 2017.

A todos los anteriores se les une TVE UHD, un canal experimental en ultra alta definición (UHD), en resolución 4K, que actualmente se emite vía satélite Hispasat. También se puede ver a través del Botón Rojo de TVE en los televisores compatibles.

### Canales desaparecidos
Televisión Española ha tenido otros canales temáticos que desaparecieron posteriormente. El primer esbozo de canales temáticos en España se encuentra el 10 de agosto de 1972, cuando Telefónica y TVE, bajo la dirección de Adolfo Suárez, firmaron un acuerdo para la creación de la plataforma de Cablevisión (también llamada Tele Cable o Cable TVE), que contendría un tercer canal, la Cadena Documento, así como un cuarto canal, la Cadena Espectáculo, ambos operados por TVE. Durante el verano de 1973 se publicó incluso una parrilla de programación para ambos canales en la que se preveía que Cadena Documento contaría con la emisión de cursos de idiomas de francés e inglés, documentales, noticias y con una franja matinal de dos horas con retransmisión de la Bolsa, y Cadena Espectáculo contaría con la emisión de espectáculos musicales, cine y deportes. Finalmente, el tercer y el cuarto canal de TVE no se concretaron y, pese a un nuevo intento de creación de los canales en 1976, quedaron en un proyecto inacabado.
Los primeros canales temáticos que emitieron estaban dentro de la plataforma TVE Temática y nacieron para complementar la oferta de la plataforma de pago Vía Digital en el satélite Hispasat. De todos estos canales, inaugurados el 15 de septiembre de 1997 (ya existían Teledeporte, Hispavisión y Canal Clásico), solo perduran 24h y Teledeporte. Otros canales temáticos nacerían posteriormente, bien por la reconversión de canales anteriores, o bien dentro del lanzamiento de la TDT en 2005. Desde la ley de financiación de TVE, aprobada en 2009, la cadena pública tiene prohibido emitir canales de pago. Los dos últimos canales de este estilo, Cultural·es y Clásico, cesaron sus emisiones en septiembre de 2010 tras cancelarse su lanzamiento en abierto por TDT.
- Canal AluCine: basado en el programa de La 1, Alucine, su programación consistía en cine y series de terror, ciencia ficción y fantasía. El canal desapareció en septiembre del 2000 por baja audiencia.
- Cine Paraíso: basaba su programación en la emisión de cine clásico, filmes de corte familiar y series históricas. Desapareció en el año 2000 igual que el Canal Alucine.
- Canal Toros: canal temático centrado en la tauromaquia que se proyectó para la plataforma Vía Digital. Aunque no llegó a lanzarse como señal independiente, produjo y puso la marca a las retransmisiones taurinas del canal prémium Gran Vía. Dejó de existir en 2002.

- Canal Nostalgia: su parrilla se basaba en los archivos de TVE, rememorando antiguos programas y series de producción propia y otros acontecimientos informativos, deportivos o musicales como los festivales OTI o Eurovisión entre otros. A mediados de 2005 se anunció su desaparición de las plataformas de pago, aunque oficialmente siguió en la producción de contenidos hasta su sustitución por TVE 50 Años.

- TVE 50 Años: en noviembre de 2005, al día siguiente de la desaparición oficial de Canal Nostalgia, nacía en la TDT el canal TVE 50 Años. Se diferenciaba de Nostalgia en que su horario de emisión era reducido, ya que compartía parrilla con el canal infantil Clan, y en su carácter temático según el día de la semana. Desaparecería el 1 de enero de 2007.

- Docu: canal cultural de divulgación que nació como Grandes Documentales Hispavisión en octubre de 1994[34] y cuyo principal contenido era el género documental. Desapareció en 2009 tras dar paso al nuevo canal Cultural·es, producido por la propia TVE y el Ministerio de Cultura.

- Clásico: canal de música clásica, ópera, jazz y zarzuela que emitía en plataformas de cable y satélite. Estaba prevista su fusión con Cultural·es cuando esta pasara a emitirse en TDT, pero al cancelarse el lanzamiento de ese canal, se canceló también tal fusión. El canal se encontraba disponible a través de Digital+ y cableoperadores hasta que el 1 de septiembre de 2010 cesó sus emisiones.

- Cultural·es: canal temático cultural creado en 2009 a partir de la fusión de Clásico y Docu. Emitía en la televisión por cable y satélite, y se preveía su incorporación a la Televisión Digital Terrestre tras el apagón analógico. Pero el canal no llegó a lanzarse en abierto y finalmente, en 2010, sus programas se integraron en la parrilla de La 2. Cultural·es se encontraba disponible a través de Canal+, Movistar TV y otros cableoperadores. El 1 de septiembre de 2010 desapareció de D+ y el 1 de enero de 2011, dejó de producirse de forma definitiva. Actualmente solo emite en internet. No emite vía satélite ni en ninguna plataforma de televisión, tampoco emite en ningún cableoperador.

- TVE HD: predecesor del actual TVE UHD, fue un canal en alta definición de TVE. Comenzó emitiendo vía satélite dentro de la oferta de Digital+ en 2008, coincidiendo con los Juegos Olímpicos, para luego incorporarse a la Televisión digital terrestre en abierto. Emitía series, películas, programas y competiciones deportivas en formato HD ya emitidas con anterioridad en La 1, La 2 y Teledeporte (y en ocasiones en simulcast con estos). Desde 2009 reemitía en diferido el Festival de la Canción de Eurovisión, y desde 2011, en directo. Empezó emitiendo en 1080i para luego adoptar la resolución de 720p a 50 fotogramas por segundo, siguiendo las recomendaciones de la UER. El audio era Dolby Digital Plus. Dejó de emitir el 31 de diciembre de 2013, siendo sustituido por La 1 HD.

## Estaciones afiliadas
- RTVE autonómica: 17 canales (uno por comunidad autónoma), más Ceuta y Melilla. La 1 o La 2 seguido del nombre oficial de la autonomía según el caso. Es el canal dedicado en cada autonomía a emitir programación propia para dicha autonomía en su idioma cooficial en caso de tenerlo (en Cataluña y Canarias, sus desconexiones son más amplias) y el resto del día conecta con la programación de La 1 o La 2 según la autonomía. Por ejemplo, en Cataluña (La 2 Catalunya) conecta con La 2 y en Canarias (La 1 Canarias) conecta con La 1).

Además de sus estudios de Madrid, RTVE cuenta además con dos centros de producción.
- RTVE Cataluña: destinado a la producción de programas autonómicos en catalán, y de otros programas a nivel nacional, como Saber y ganar, Los Lunnis, Para todos La 2, o El escarabajo verde, así como algunos canales de la corporación: (Teledeporte y La 2). El centro se fundó en 1959 en el antiguo hotel Miramar de Montjuic, en Barcelona, y en 1983 se trasladaron sus estudios a su sede actual,[35] en San Cugat del Vallés. Hasta 1979 se emitía el informativo Miramar y otros programas en catalán para Cataluña, Mallorca y Menorca. Emite su informativo territorial L'informatiu en La 1 y El vespre en La 2, que se repiten también en la señal para Cataluña del canal 24 Horas.
- RTVE Canarias: dedicado a la producción de programas de la comunidad y adaptación de programación debido a la diferencia horaria de Canarias. Fundado en 1964 bajo el nombre de Telecanarias, tiene su sede en Las Palmas de Gran Canaria, y hasta 1971 tuvo autonomía completa relativa a la programación hasta que pudo enlazar a La 1, a través de la red de satélites Intelsat.

En el resto de comunidades, RTVE cuenta en cada una de ellas con un centro territorial encargado de realizar el informativo territorial. Dicho informativo se emite de lunes a viernes en La 1 de 14:00 a 14:12 y cuenta con una segunda edición más amplia de 15:50 a 16:15.
Sus nombres, idioma y años de creación son:
- RTVE Galicia: Telexornal (en gallego), 1974. Anteriormente, Panorama de Galicia (programa pionero de los centros territoriales) y Telegalicia.[36]
- RTVE Andalucía: Noticias Andalucía (en español), 1974.[37] Anteriormente, Telesur.[38][39][40]
- RTVE País Vasco: Telenorte (en español, y Gaurkoak en euskera al final del informativo), 1974.[41]
- RTVE Comunidad Valenciana: L'informatiu-Comunitat Valenciana (en valenciano y español), 1974.[42] Anteriormente, Aitana.[43][44][45]
- RTVE Asturias: Panorama regional (en español), 1974. Anteriormente, Tele Asturias.[46] y Aquí Asturias [47][48]
- RTVE Aragón: Noticias Aragón (en español), 1979. Anteriormente, Meridiano.[49][50]
- RTVE Baleares: Informatiu balear (en catalán), 1979.[51][52]
- RTVE Murcia: Noticias Murcia (en español), 1980. Anteriormente, Tele Murcia; de 1980 a 1982, en emisión junto a Aitana.[53][54])
- RTVE Navarra: Telenavarra (en español, y Arin Arin en euskera al final del informativo), 1981.[55]
- RTVE Castilla y León: Noticias de Castilla y León (en español), 1982. Anteriormente, Informativo regional.[56]
- RTVE Cantabria: TeleCantabria (en español), 1984.[57]
- RTVE La Rioja: TeleRioja[58] (en español), 1986.[59]
- RTVE Castilla-La Mancha: Noticias de Castilla-La Mancha (en español), 1989.[60]
- RTVE Extremadura: Noticias de Extremadura (en español), 1989.[61][62][63]
- RTVE Ceuta: Noticias de Ceuta (en español), 1987. Emitido al final de la primera edición de Noticias Andalucía.[64]
- RTVE Melilla: Noticias de Melilla (en español), 1987. Emitido al final de la segunda edición de Noticias Andalucía.[64]

Televisión Española no cuenta con un centro territorial en la Comunidad de Madrid, debido a que la sede central de RTVE ya se encuentra en Madrid, aunque sí que emite el noticiario territorial llamado Informativo de Madrid. El centro madrileño inició su programación en 1974, cuando por entonces era el llamado centro de TVE Zona Centro, que cubría las noticias de Madrid, Cáceres, Aragón, Castilla la Vieja y Castilla la Nueva.
En Guinea Ecuatorial, RTVE contó con un centro de radio hasta 1968, llamado Radio Ecuatorial, y otro de televisión, llamado TVGE, gestionado por TVE hasta 1973. Radio Ecuatorial tenía dos antenas: Radio Ecuatorial de Santa Isabel (EAJ 205) «la voz de Fernando Poo», fundada en 1947 y renombrada como Radio Nacional de Guinea Ecuatorial tras la independencia. Contaba con 6 horas de emisión en un principio, y compartiendo dos horas de emisión con la privada Radio Papaya; y Radio Ecuatorial de Bata (EAJ 206) «la voz de Río Muni», que emitía desde diciembre de 1953, en un principio durante 3 horas diarias, en español, fang, bubi, portugués y francés.
En el Sahara español, RNE contó con dos centros de radio desde el 18 de julio de 1961 hasta el 28 de febrero de 1976, llamados RNE Radio Sáhara Villa Cisneros (EAJ-202), en la frecuencia 998 kHz para Villa Cisneros, y RNE Radio Sáhara El Aaiún (EAJ-203), en las frecuencias 645 y 656 kHz para El Aaiún, con programación en castellano y árabe hassaní.
En Sidi Ifni, RNE contó con un centro de radio desde 1961 hasta 1968, llamada RNE Radio Sidi Ifni, en la frecuencia 1475 kHz.
En la estructura organizativa de la corporación, TVE y RNE, están integradas en las mismas instalaciones en cada comunidad autónoma. Son unidades informativas. RTVE Ceuta y RTVE Melilla emitían un informativo conjunto los viernes de 20 minutos con lo más importante que había ocurrido en ambas ciudades autónomas durante la semana. Este informativo se presentaba, editaba y emitía desde Torrespaña en Madrid, entre 2001 a 2014, si bien cada noticia se elaboraba por un equipo de TVE en cada ciudad autónoma. Desde el 3 de febrero de 2014 y tras el proceso de integración profesional de los periodistas de RTVE en sus unidades informativas, los espacios de noticias se elaboran, editan y presentan desde Ceuta y Melilla.
La producción de programación en lenguas regionales empieza con el inicio de la producción de programación en lengua catalana en el centro de Cataluña en 1964. Entre 1988 y 1989 TVE Catalunya realizó su primer programa en aranés en La 2, Era Lucana d'Aran, siguiendo el modelo de FR3, que producía y emitía programación en occitano desde octubre de 1977, también emitida por France 2 hasta 1989, y por TF1 hasta 1985. Tras el plan de reestructuración, estos centros perdieron gran cantidad de plantilla, y por tanto de emisión de programas. El centro de producción más afectado fue el de Canarias, que pasó a trabajar solo en el informativo, aunque actualmente cuenta con mayor programación, mientras el resto de centros territoriales pasó de emitir dos informativos a uno.
Cabe destacar que TVE fue la primera cadena en doblar y emitir Lo que el viento se llevó en las diferentes lenguas cooficiales. A través de las señales autonómicas de TVE 2 se emitió la película en gallego el 25 de julio de 1986, en catalán el 11 de septiembre de 1986, y en euskera el 26 de octubre de 1986.
La 2 emitió programación en desconexión territorial entre 1988 y 2007, excepto en Cataluña, en donde desde el inicio de las emisiones regulares de la TVE 2, en 1966, se iniciaron las desconexiones en catalán; y Canarias, en donde los programas en desconexión empezaron a emitirse en 1982 y todavía siguen emitiéndose. No obstante, durante los años 80 se emitían algunas películas en lenguas cooficiales. Además, en Galicia se emitieron redifusiones de Panorama de Galicia y otros programas en TVE 2 desde 1976, y el centro de Tele Murcia, emitió por la señal valenciana de TVE 2 entre 1980 y 1982 a la misma hora que el informativo valenciano Aitana de TVE 1.
En Madrid, cuenta con los estudios de Prado del Rey y los de Torrespaña, centro desde donde se emiten los servicios informativos. Además, entre 1988 a 2015 también dispuso de los Estudios Buñuel, actualmente demolidos.

## Jefes de programa y directores
| Directivo                                                    | Inicio                                                | Final                                                 |
| Jefes de programas de Televisión Española (1954-1964)        | Jefes de programas de Televisión Española (1954-1964) | Jefes de programas de Televisión Española (1954-1964) |
| ------------------------------------------------------------ | ----------------------------------------------------- | ----------------------------------------------------- |
| José Luis Colina Jiménez                                     | 1954                                                  | 1956                                                  |
| Román Escohotado Jiménez                                     | 1956                                                  | 1962                                                  |
| José Ramón Alonso Rodríguez-Nadales                          | 1956                                                  | 1958                                                  |
| Mariano Ozores Puchol                                        | 16 de diciembre de 1958                               | abril de 1959                                         |
| Victoriano Fernández de Asís                                 | abril de 1959                                         | julio de 1962                                         |
| José Luis Colina Jiménez                                     | julio de 1962                                         | abril de 1964                                         |
| Directores de Televisión Española (1964-2021; 2024-presente) |                                                       |                                                       |
| Luis Ezcurra Carrillo                                        | 1964                                                  | 1968                                                  |
| José de las Casas Acevedo                                    | 1968                                                  | diciembre de 1970                                     |
| Luis Ángel de la Viuda Pereda                                | diciembre de 1970                                     | 23 de octubre de 1973                                 |
| Joaquín Bordíu Ximénez de Embún                              | 23 de octubre de 1973                                 | 1974                                                  |
| Fernando Gutiérrez Sánchez                                   | 1974                                                  | 1974                                                  |
| Luis Buceta Facorro                                          | 4 de diciembre de 1974                                | enero de 1976                                         |
| Rafael Ramos Losada                                          | enero de 1976                                         | 28 de agosto de 1978                                  |
| Miguel Martín García                                         | 28 de agosto de 1978                                  | 28 de julio de 1979                                   |
| Luis Ezcurra Carrillo                                        | 28 de julio de 1979                                   | 16 de enero de 1981                                   |
| Miguel Ángel Toledano Vázquez                                | 16 de enero de 1981                                   | 25 de octubre de 1981                                 |
| Manuel Calvo Hernando                                        | 6 de noviembre de 1981                                | 26 de agosto de 1982                                  |
| Miguel Ángel Gozalo Sáinz                                    | 26 de agosto de 1982                                  | 9 de diciembre de 1982                                |
| Antonio López García                                         | 9 de diciembre de 1982                                | 26 de septiembre de 1983                              |
| Ramón Criado Margareto                                       | 28 de septiembre de 1983                              | 24 de octubre de 1986                                 |
| Jesús Martín Martínez                                        | 24 de octubre de 1986                                 | 1 de febrero de 1989                                  |
| Alfonso Cortés Cavanillas                                    | 1 de febrero de 1989                                  | 28 de febrero de 1990                                 |
| Ramón Colom Esmatges                                         | 28 de febrero de 1990                                 | 27 de junio de 1996                                   |
| Jorge Sánchez Gallo                                          | 27 de junio de 1996                                   | 4 de abril de 1997                                    |
| Ángel Martín Vizcaíno                                        | 16 de abril de 1997                                   | 16 de diciembre de 1998                               |
| José Ramón Díez Férez                                        | 16 de diciembre de 1998                               | 24 de mayo de 2000                                    |
| Álvaro de la Riva Reina                                      | 24 de mayo de 2000                                    | 3 de octubre de 2002                                  |
| Juan Jesús Menor Sendra                                      | 4 de octubre de 2002                                  | 3 de enero de 2005                                    |
| Manuel Pérez Estremera                                       | 5 de enero de 2005                                    | 15 de enero de 2007                                   |
| Francisco Javier Pons Tubio                                  | 15 de enero de 2007                                   | 11 de enero de 2010                                   |
| Santiago González Suárez                                     | 11 de enero de 2010                                   | 24 de julio de 2012                                   |
| Ignacio Corrales Rodrigáñez                                  | 24 de julio de 2012                                   | 30 de junio de 2014                                   |
| José Ramón Díez Férez                                        | 30 de junio de 2014                                   | 25 de febrero de 2016                                 |
| Eladio Jareño Ruiz                                           | 8 de marzo de 2016                                    | 4 de septiembre de 2019                               |
| David Valcarce Canedo                                        | 5 de septiembre de 2019                               | 7 de junio de 2021                                    |
| Sergio Calderón Durán                                        | 9 de diciembre de 2024                                | presente                                              |

## Audiencias
Evolución de la cuota de pantalla mensual, según las mediciones de audiencia elaborados en España por Kantar Media.
En verde están los años en los que fue líder.
| Año  | Enero  | Febrero | Marzo  | Abril  | Mayo   | Junio    | Julio  | Agosto | Septiembre | Octubre | Noviembre | Diciembre | Media anual |
| ---- | ------ | ------- | ------ | ------ | ------ | -------- | ------ | ------ | ---------- | ------- | --------- | --------- | ----------- |
| 1990 | -      | -       | -      | -      | -      | -        | -      | -      | -          | -       | -         | -         | 72,5 %      |
| 1991 | -      | -       | -      | -      | -      | -        | -      | -      | -          | -       | -         | -         | 57,2 %      |
| 1992 | -      | -       | -      | -      | -      | -        | -      | -      | -          | -       | -         | -         | 45,5 %      |
| 1993 | -      | -       | -      | -      | -      | -        | -      | -      | -          | -       | -         | -         | 39,4 %      |
| 1994 | -      | -       | -      | -      | -      | -        | -      | -      | -          | -       | -         | -         | 37,4 %      |
| 1995 | -      | -       | -      | -      | -      | -        | -      | -      | -          | -       | -         | -         | 36,8 %      |
| 1996 | -      | -       | -      | -      | -      | -        | -      | -      | -          | -       | -         | -         | 35,9 %      |
| 1997 | -      | -       | -      | -      | -      | -        | -      | -      | -          | -       | -         | -         | 34,0 %      |
| 1998 | -      | -       | -      | -      | -      | -        | -      | -      | -          | -       | -         | -         | 34,3 %      |
| 1999 | -      | -       | -      | -      | -      | -        | -      | -      | -          | -       | -         | -         | 32,9 %      |
| 2000 | -      | -       | -      | -      | -      | -        | -      | -      | -          | -       | -         | -         | 32,4 %      |
| 2001 | -      | -       | -      | -      | -      | -        | -      | -      | -          | -       | -         | -         | 32,7 %      |
| 2002 | -      | -       | -      | -      | -      | -        | -      | -      | -          | -       | -         | -         | 32,4 %      |
| 2003 | -      | -       | -      | -      | -      | -        | -      | -      | -          | -       | -         | -         | 30,6 %      |
| 2004 | -      | -       | -      | -      | -      | -        | -      | -      | -          | -       | -         | -         | 28,3 %      |
| 2005 | -      | -       | -      | -      | -      | -        | -      | -      | -          | -       | -         | -         | 25,4 %      |
| 2006 | -      | -       | -      | -      | -      | -        | -      | -      | -          | -       | -         | -         | 23,1 %      |
| 2007 | 23,3 % | 22,8 %  | 22,4 % | 22,1 % | 21,4 % | 21,5 %   | 22,2 % | 22,6 % | 21,3 %     | 22,0 %  | 22,2 %    | 22,5 %    | 22,2 %      |
| 2008 | 21,9 % | 21,2 %  | 22,1 % | 21,9 % | 22,6 % | 20,9 %   | 22,8 % | 26,2 % | 21,9 %     | 22,3 %  | 22,1 %    | 22,8 %    | 22,4 %      |
| 2009 | 22,7 % | 22,7 %  | 22,4 % | 22,0 % | 22,5 % | 21,5 %   | 22,8 % | 22,5 % | 22,2 %     | 22,9 %  | 23,5 %    | 23,8 %    | 22,6 %      |
| 2010 | 25,9 % | 25,2 %  | 24,2 % | 23,8 % | 24,5 % | 24,0 %   | 25,1 % | 25,3 % | 23,8 %     | 22,4 %  | 22,5 %    | 22,7 %    | 24,1 %      |
| 2011 | 22,9 % | 22,5 %  | 23,0 % | 22,8 % | 22,9 % | 22,6 %   | 22,2 % | 21,3 % | 21,5 %     | 21,7 %  | 21,7 %    | 21,7 %    | 22,3 %      |
| 2012 | 21,1 % | 20,7 %  | 19,4 % | 19,5 % | 20,1 % | 17,9 %   | 18,6 % | 20,9 % | 17,8 %     | 17,6 %  | 16,5 %    | 16,7 %    | 18,9 %      |
| 2013 | 17,0 % | 16,4 %  | 16,6 % | 17,1 % | 17,3 % | 16,0 %   | 17,4 % | 17,2 % | 16,2 %     | 16,6 %  | 16,4 %    | 16,3 %    | 16,7 %      |
| 2014 | 16,7 % | 16,8 %  | 16,2 % | 17,5 % | 17,1 % | 16,2 %   | 16,3 % | 17,0 % | 17,0 %     | 16,6 %  | 16,1 %    | 16,8 %    | 16,7 %      |
| 2015 | 17,0 % | 16,5 %  | 16,7 % | 16,7 % | 17,2 % | 17,2 %   | 17,3 % | 16,3 % | 16,5 %     | 16,2 %  | 15,9 %    | 16,1 %    | 16,7 %      |
| 2016 | 16,7 % | 16,6 %  | 16,6 % | 16,5 % | 17,0 % | 16 %     | 17,1 % | 19,7 % | 16,1 %     | 16,6 %  | 16,2 %    | 16,8 %    | 16,8 %      |
| 2017 | 16,7 % | 15,7 %  | 16,1 % | 15,7 % | 16,5 % | 16,4 %   | 17,1 % | 17,1 % | 17,5 %     | 17,5 %  | 16,5 %    | 17,7 %    | 16,7 %      |
| 2018 | 17,6 % | 17,0 %  | 16,6 % | 16,1 % | 16,7 % | 15,6 %   | 16,7 % | 16,4 % | 16,7 %     | 16,5 %  | 15,5 %    | 16,2 %    | 16,5 %      |
| 2019 | 15,7 % | 15,3 %  | 15,1 % | 15,4 % | 15,4 % | 14,7 %   | 15,8 % | 15,3 % | 16,1 %     | 15,9 %  | 15,7 %    | 16,1 %    | 15,5 %      |
| 2020 | 16,5 % | 14,9 %  | 16,4 % | 15,4 % | 14,9 % | 14,7 %   | 14,6 % | 15,2 % | 15,7 %     | 14,8 %  | 15,0 %    | 15,8 %    | 15,4 %      |
| 2021 | 15,7 % | 13,9 %  | 14,1 % | 13,7 % | 13,7 % | 13,4 %** | 15,2 % | 15,6 % | 14,5 %     | 14,5 %  | 14,6 %    | 14,5 %    | 14,5 %**    |
| 2022 | 14,2 % | 13,7 %  | 14,3 % | 13,9 % | 15,2 % | 14,0 %   | 14,9 % | 14,5 % | 14,4 %     | 13,8 %  | 13,7 %    | 18,2 %    | 14,7 %      |
| 2023 | 14,8 % | 13,7 %  | 14,2 % | 14,3 % | 15,2 % | 15,1 %   | 16,5 % | 16,8 % | 16,5 %     | 16,0 %  | 15,5 %    | 15,4 %    | 15,3 %      |
| 2024 | 15,7 % | 14,7 %  | 14,1 % | 14,2 % | 14,1 % | 17,9 %   | 20,7 % | 17,9 % | 14,9%      | 15,2%   | 15,6%     | 15,7%     | 15,9%       |
| 2025 | 15,7 % | 15,4%   | 15,3 % | 15,8%  | 15,5%  | 16,5%    | 17,4%  |        |            |         |           |           |             |